# اوه مای گرل
اوه مای گرل (کره‌ای: 오마이걸; لاتین‌نویسی اصلاح‌شده: Omaigeol) گروه دخترانهٔ اهل کره جنوبی تشکیل شده توسط دبلیو ام انترتینمنت است. اوه مای گرل در حال حاضر شش عضو دارد: هیوجونگ، می‌می، یوآ، سونگ‌هی، یوبین و آرین. این گروه در ابتدا هشت عضو داشت که جینی در اکتبر ۲۰۱۷ و جیهو در مه ۲۰۲۲ گروه را ترک کرد. این گروه در ۲۰ آوریل ۲۰۱۵ با انتشار یک آلبوم چندآهنگه به نام اوه مای گرل فعالیت خود را آغاز کرد.

## اعضا

### اعضای کنونی
اطلاعات برگرفته از وبگاه رسمی است.
- هیوجونگ (کره‌ای: 효정) – لیدر، وکال
- می‌می (کره‌ای: 미미) – رپر
- یوآ (کره‌ای: 유아) – وکال
- سونگ‌هی (کره‌ای: 승희) – وکال
- یوبین (کره‌ای: 유빈) – وکال
- آرین (کره‌ای: 아린) – وکال

### اعضای پیشین
- جینی (کره‌ای: 진이)[۲] – وکال
- جیهو (کره‌ای: 지호) – وکال